# Bulgarische Fußballmeisterschaft 1928
Die Bulgarische Fußballmeisterschaft 1928 war die vierte Spielzeit der höchsten bulgarischen Fußballspielklasse. Nur fünf Teams hatten vor Ablauf der Frist gemeldet. Der Meister wurde im Pokalmodus ermittelt. 
Im letzten Jahr war die Meisterschaft mangels Beteiligung abgesagt worden.

## Teilnehmer
- Lewski Russe
- Lewski Plowdiw
- Maria Luisa Lom
- Slawia Sofia
- Wladislaw Warna

## 1. Runde
Ein Freilos erhielten: Wladislaw Warna, Lewski Russe und Lewski Plowdiw
|                 | Ergebnis |              |
| --------------- | -------- | ------------ |
| Maria Luisa Lom | 0:4      | Slawia Sofia |

## Halbfinale
|                 | Ergebnis |                |
| --------------- | -------- | -------------- |
| Wladislaw Warna | 5:1      | Lewski Russe   |
| Slawia Sofia    | 4:0      | Lewski Plowdiw |

## Finale
| Datum      |              | Ergebnis |                 |
| ---------- | ------------ | -------- | --------------- |
| 30.09.1928 | Slawia Sofia | 4:0      | Wladislaw Warna |